# Азербайджанський державний академічний драматичний театр
Азербайджа́нський держа́вний академі́чний драмати́чний теа́тр, (азерб. Azərbaycan Akademik Milli Dram Teatrı) — академічний театр драми в Баку.

## Історія

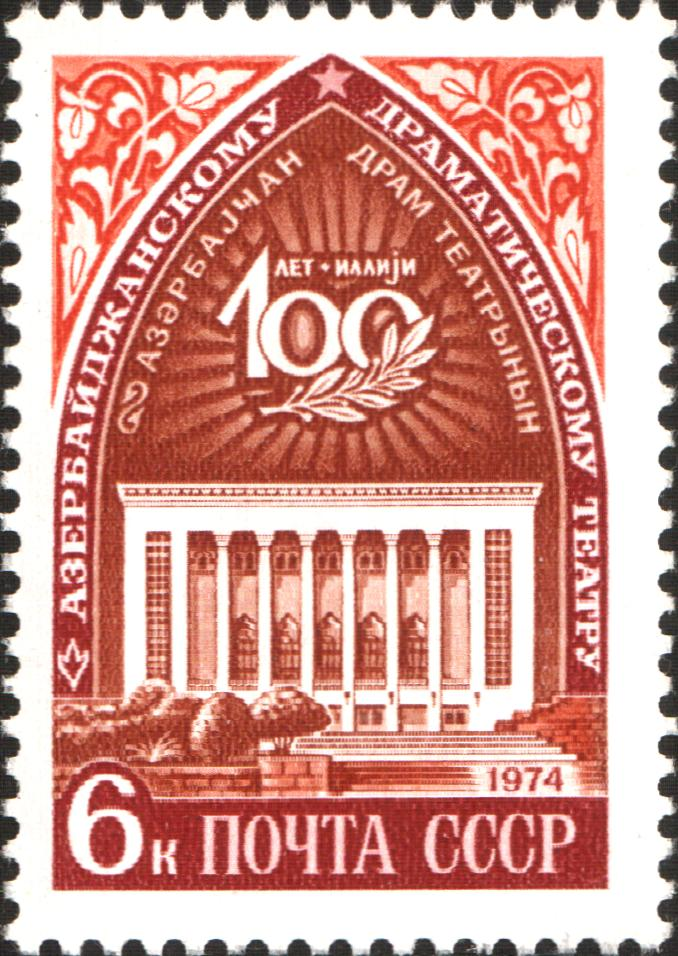
Поштова марка СРСР 1974 року, присвячена 100-річчю Азербайджанського драматичного театру.

Витоки театрального мистецтва азербайджанського народу пов'язані з найдавнішими народними святами і танцями. Елементи театральності містилися в багатьох видах народної творчості, який супроводжував народні гуляння традиційні свята та інші. 10 березня 1873 під керівництвом Гасан бека Зардабі і за участю учнів Бакинської реальної гімназії в одному з клубів відбулося представлення — була показана комедія М. Ф. Ахундова «Візир Ленкоранського ханства». З цієї вистави і бере початок професійний азербайджанський театр. У 1919 році об'єднуються розрізнені трупи і театр отримує статус державного.
У різні роки азербайджанський драматичний театр носив різні назви: «Державний театр», «Об'єднаний державний театр», «Азербайджанський тюркський драматичний театр» та ін У 1923—1933 роки театр носив ім'я Дадашев Буніятзаде, а в 1933—1991 роках ім'я Мешаді Азізбекова . У 1991 році театр був перейменований в «Азербайджанський Державний Академічний Драматичний Театр».

## Діяльність
У радянський час за успішну діяльність театр був удостоєний рядом нагород радянського союзу. За час діяльності театру там грали такі актори як Гусейн Араблінський, Мухтар Дадашев, Джахангир Зейналов, Мірза ага Алієв, Сідгі Рухулла, Алескер Алекперов, Аділь Іскендеров, Барат Шекинського, Лейла Бадірбейлі і багато інших відомих акторів. У театрі ставилися вистави за творами Джафара Джаббрали, Мірза Фаталі Ахундова, Алі бека Гусейнзаде, Наджаф бека Везирова, Гусейна Джавід, Сабіта Рахмана, Нарімана Наріманова, Ільяса Ефендієва, а також світових класиків, таких як Шекспір, Шіллер, Мольєр, Дюма, В. Гюго, Бальзака, Пушкіна, Лермонтова, Толстого, Гоголя. Трупа театру неодноразово була на гастролях у Москві, Санкт-Петербурзі, Казані, Тбілісі, Ташкенті, Ашхабаді, в Туреччині, Німеччині і на Кіпрі. Деякі постановки театру були удостоєні державної премії СРСР та Азербайджану.

## Трупа
Народні артисти
- Сіявуш Аслан
- Яшар Нурі
- Нуреддін Гулієв
- Бесті Бекірова
- Фірангіз Муталлімова
- Рафаель Дадашов
- Ільхам Алескеров
- Зарнігяр Агакішіева
- Тельман Адигезалов та інші

Заслужені артисти
- Аскер Мамедоглу
- Сабір Мамедов
- Джафар Наміг Кямал
- Садіг Іманов
- Саїда Гулієва
- Парвіз Багіров
- Севіль Халілова та інші

Головний режисер
- Мерахім Фарзалібеков